# Hammarland
Hammarland là một đô thị của Åland, một lãnh thổ tự trị của Phần Lan.
Đô thị này có dân số 1.409 và diện tích 135,21 km² trong đó có 1,99 km² là diện tích mặt nước. Mật độ dân số là 10,6 người trên mỗi km².
Dân đô thị này chỉ sử dụng tiếng Thụy Điển. 96% dân số nói tiếng Thụy Điển như tiếng mẹ đẻ.